# Tom Hayes (homme politique)
Thomas John Hayes est un homme politique du Parti travailliste britannique qui est élu député de Bournemouth-Est lors des élections générales de 2024 au Royaume-Uni.

## Carrière politique
Hayes est conseiller du quartier de St Clements au conseil municipal d'Oxford de 2014 à 2024. Il est chef adjoint du conseil et membre du cabinet zéro carbone chargé de la zone zéro émission. Il démissionne de ce poste afin d'être candidat travailliste à l'élection partielle de Stretford et Urmston de 2022, mais n'est pas présélectionné.
En décembre 2022, il est sélectionné comme candidat parlementaire potentiel pour les élections générales britanniques de 2024 pour Bournemouth East.
En mars 2023, il démissionne de son siège au conseil municipal d'Oxford.
Lors des élections générales de juillet, il remporte la circonscription de Bournemouth-Est, battant le député conservateur Tobias Ellwood. Il gagne avec une majorité de 5 479 voix.